# 勃艮第人
勃艮第人（勃艮第語：Börguntan)）属于东日耳曼民族的部落，可能是从斯堪的纳维亚半岛移居到丹麦的博恩霍爾姆島，博恩霍爾姆島在古丹麦语中称为勃艮第霍姆，就是勃艮第岛，然后又向欧洲大陆迁徙，古代关于维京人的诗歌说他们是从“勃艮第”来的，因此被称为勃艮第人。

## 早期历史
早期罗马帝国的历史，包括塔西佗的著作中都没有提及勃艮第人的来历，根据6世纪哥特人的历史记载，在4世纪时，勃艮第人被哥特人击败，移居到莱茵河西岸，建立一个王国，和西罗马帝国对峙。但公元5世纪时，第二个勃艮第王国的国王冈多巴德和威尼斯主教关系良好，他的儿子西吉斯蒙德归依了天主教，可能当时许多勃艮第人信奉了基督教。
勃艮第人虽然从属于罗马帝国，却并不受统一的指挥。公元370年，西罗马帝国曾将勃艮第人列为可以资助的部落，以对付日耳曼蛮族阿拉曼人，但勃艮第人经常侵掠罗马帝国的高卢省。

## 勃艮第王国
公元411年，勃艮第国王扶持了一个罗马傀儡皇帝乔维努斯，以他的名义侵入莱茵河东岸，公元436年被罗马军队联合匈人击垮，残存的勃艮第人迁移到日内瓦湖畔，向西发展，逐渐控制了现在法国境内的罗讷河和索恩河流域，建立起第二个勃艮第王国。公元534年，被法兰克王国吞并，勃艮第人逐渐被融合。只是保留了这个词，成为法国东部的公爵领地，逐渐成为地名。以后所称的“勃艮第人”只是指这个地区的居民或勃艮族的人。目前法国东部和瑞士法语区的人可能比较多地保留有勃艮第人的血统。